# Romana Königsbrun

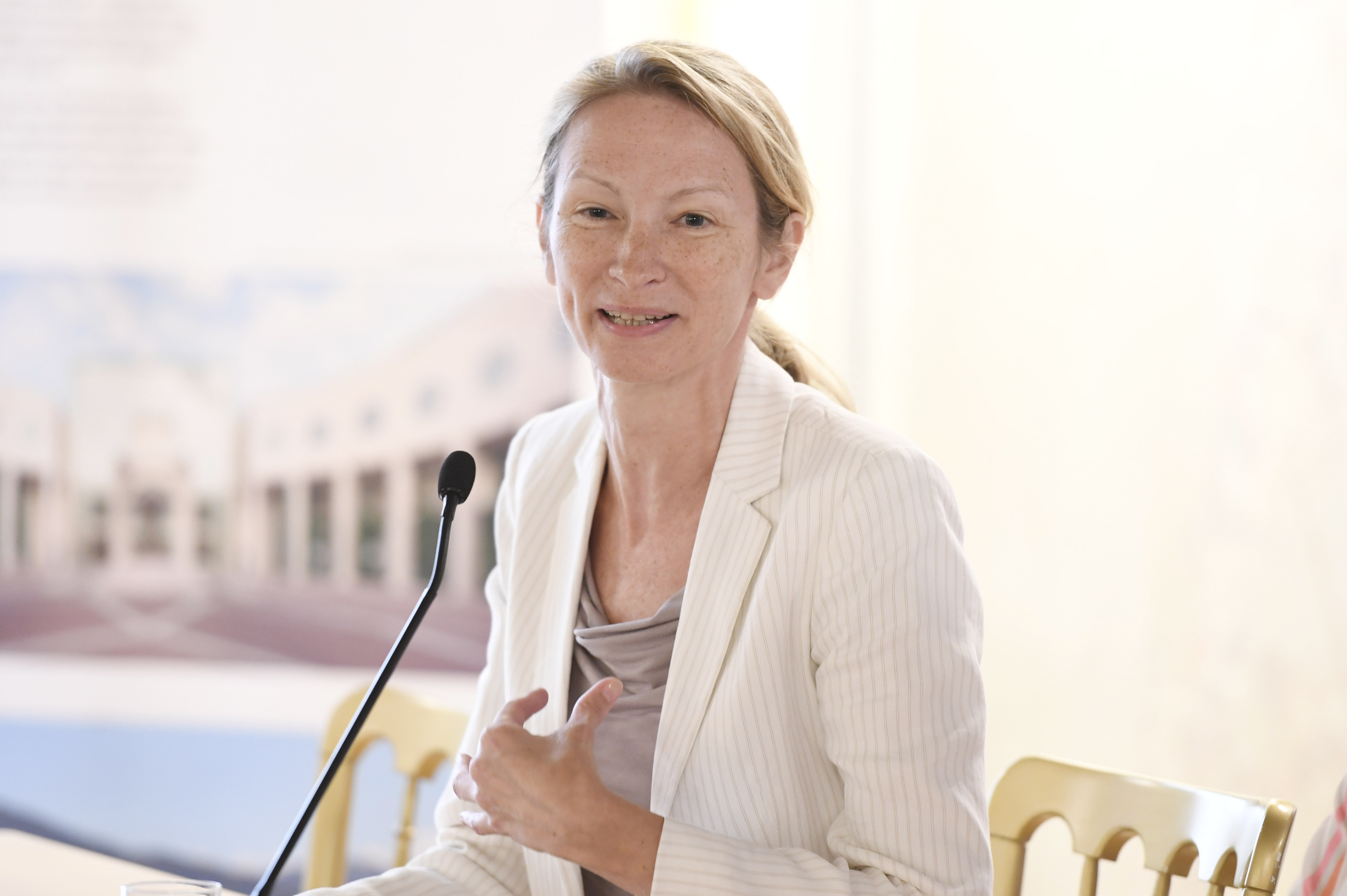
Romana Königsbrun (2019)

Romana Königsbrun (* 15. Juli 1970 in Graz) ist eine österreichische Diplomatin und derzeitige Botschafterin in Südafrika.

## Leben und Ausbildung
Romana Königsbrun wurde in Graz geboren. Sie schloss ihr Studium der Anglistik und Geschichte an der Universität Graz im Jahr 1994 ab, mit ERASMUS-Auslandsaufenthalten in Oxford und in Barcelona. Anschließend absolvierte sie die Ausbildung an der Diplomaten-Akademie in Wien.
Sie ist mit Gerald Schweighofer verheiratet und hat zwei erwachsene Kinder.

## Karriere
Königsbrun trat 1996 in das österreichische Außenministerium ein und hat seitdem in verschiedenen Positionen gedient. Sie war von 2003 bis 2007 stellvertretende Leiterin der österreichischen Botschaft in Nairobi, Kenia, und stellvertretende ständige Vertreterin beim Umweltprogramm der Vereinten Nationen und den Programmen der Vereinten Nationen für Umwelt und menschliche Siedlungen. Von 2007 bis 2011 war sie stellvertretende Leiterin der österreichischen Botschaft in Jakarta, Indonesien. Zwischen 2011 und 2015 war sie Referatsleiterin der Abteilung für Personalfragen und Rekrutierung im Außenministerium in Wien. Von 2015 bis 2019 war sie Konsulin und Direktorin des Österreichischen Kulturforums in Istanbul, Türkei. Anschließend wirkte sie von 2019 bis 2022 wiederum als Leiterin der Personalabteilung und stellvertretende Leiterin der Managementsektion an zentraler Stelle im Außenministerium. 
Im Jahr 2022 wurde Königsbrun zur österreichischen Botschafterin in Südafrika ernannt, wo sie auch für Angola, Botswana, Eswatini, Lesotho, Madagaskar, Mauritius, Mosambik, Namibia und Simbabwe akkreditiert ist.